# HD 6497
HD 6497，又名BD+56 196，SAO 22015、HR 316，是一颗恒星，视星等为6.43，位于銀經125.06，銀緯-5.87，其B1900.0坐标为赤經1h 0m 55.6s，赤緯+56° -5.87′ 10″。